# Weißenstein (Austria)
Weißenstein (słoweń. Belšak, wł. Peralba) – gmina targowa w Austrii, w kraju związkowym Karyntia, w powiecie Villach-Land. Według Austriackiego Urzędu Statystycznego liczyła 2958 mieszkańców (1 stycznia 2015).

## Współpraca
Miejscowość partnerska:
- Nidda, Niemcy